# Douglas Township (comté de Clay, Iowa)
Douglas Township est un township du comté de Clay, situé en Iowa, États-Unis. La population était de 212 habitants lors du recensement de 2000. 

## Géographie
Douglas Township couvre 92,4 km² du comté de Clay et ne comporte aucune ville ou localité.
Selon l'USGS, le township contient 3 cimetières : Douglas Township, DFanny Fern et Zion.